# Ménil-sur-Belvitte
Ménil-sur-Belvitte ist eine französische Gemeinde im Département Vosges in der Region Grand Est (bis 2015 Lothringen). Sie gehört zum Arrondissement Épinal.

## Geografie

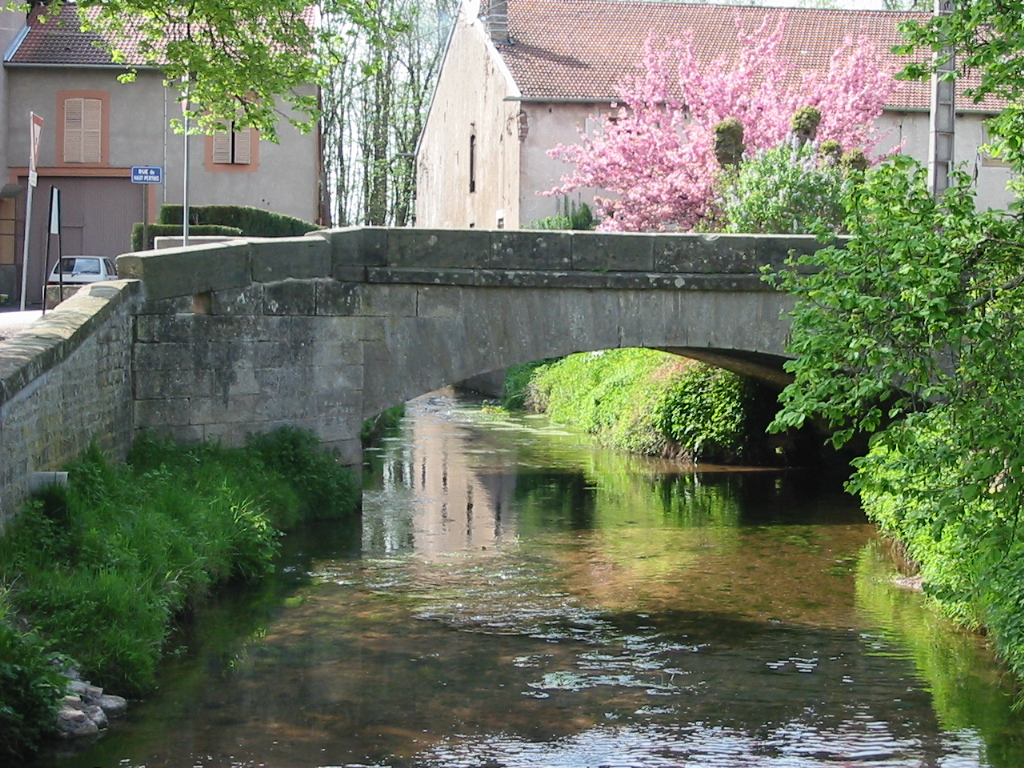
Brücke in Ménil-sur-Belvitte

Ménil-sur-Belvitte liegt etwa fünf Kilometer nordöstlich von Rambervillers und wird vom namensgebenden Fluss Belvitte, einem Nebenfluss der Mortagne, durchquert. Umgeben wird Ménil-sur-Belvitte von den Nachbargemeinden Sainte-Barbe im Nordosten und Osten, Saint-Benoît-la-Chipotte im Südosten, Brû im Süden, Anglemont im Südwesten sowie Nossoncourt im Westen und Nordwesten.

## Bevölkerungsentwicklung
| Jahr      | 1793 | 1896 | 1954 | 1982 | 1990 | 1999 | 2007 | 2020 |
| Einwohner | 391  | 487  | 324  | 274  | 284  | 283  | 312  | 292  |

## Sehenswürdigkeiten

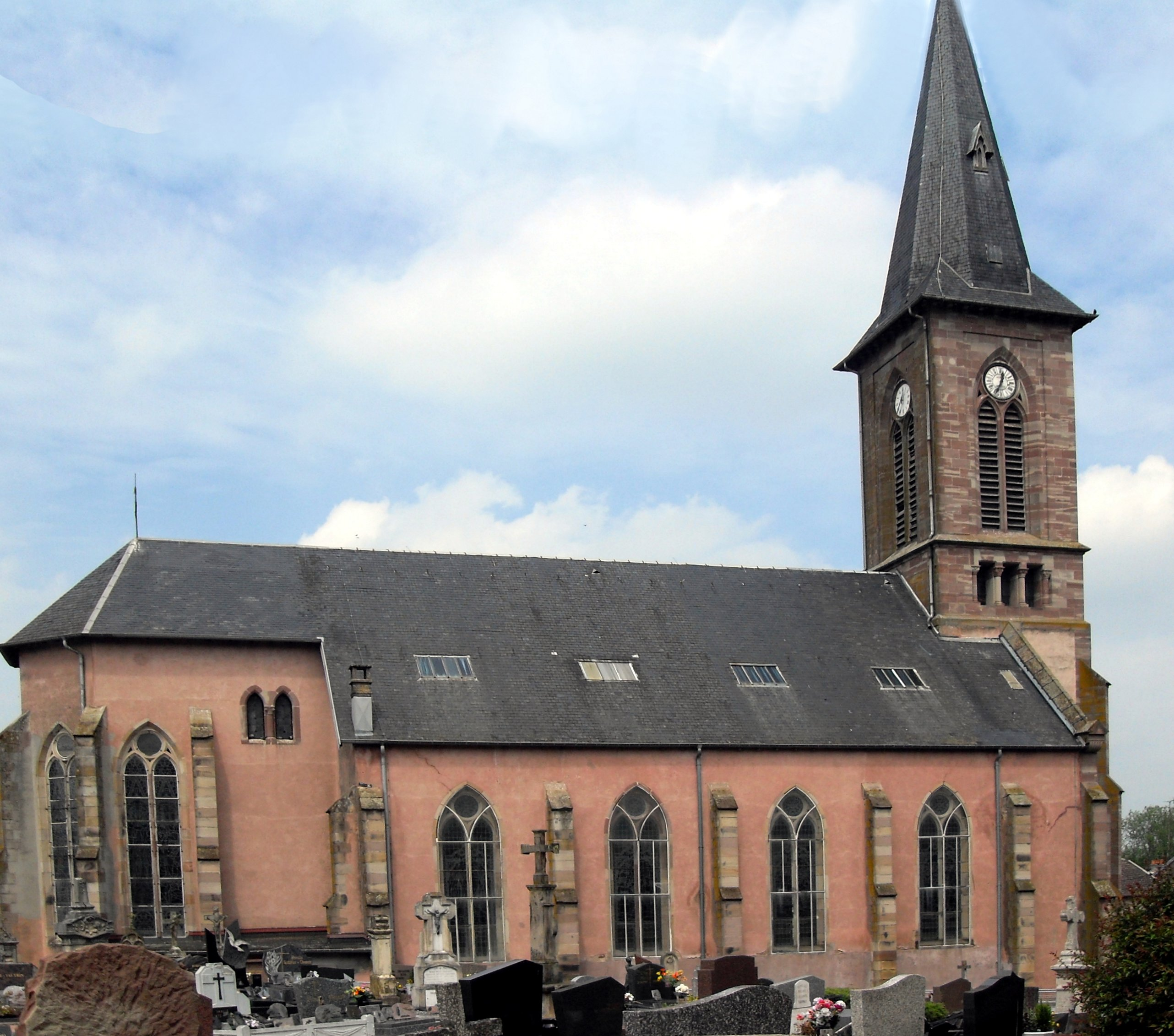
Kirche Saint-Maurice von 1929
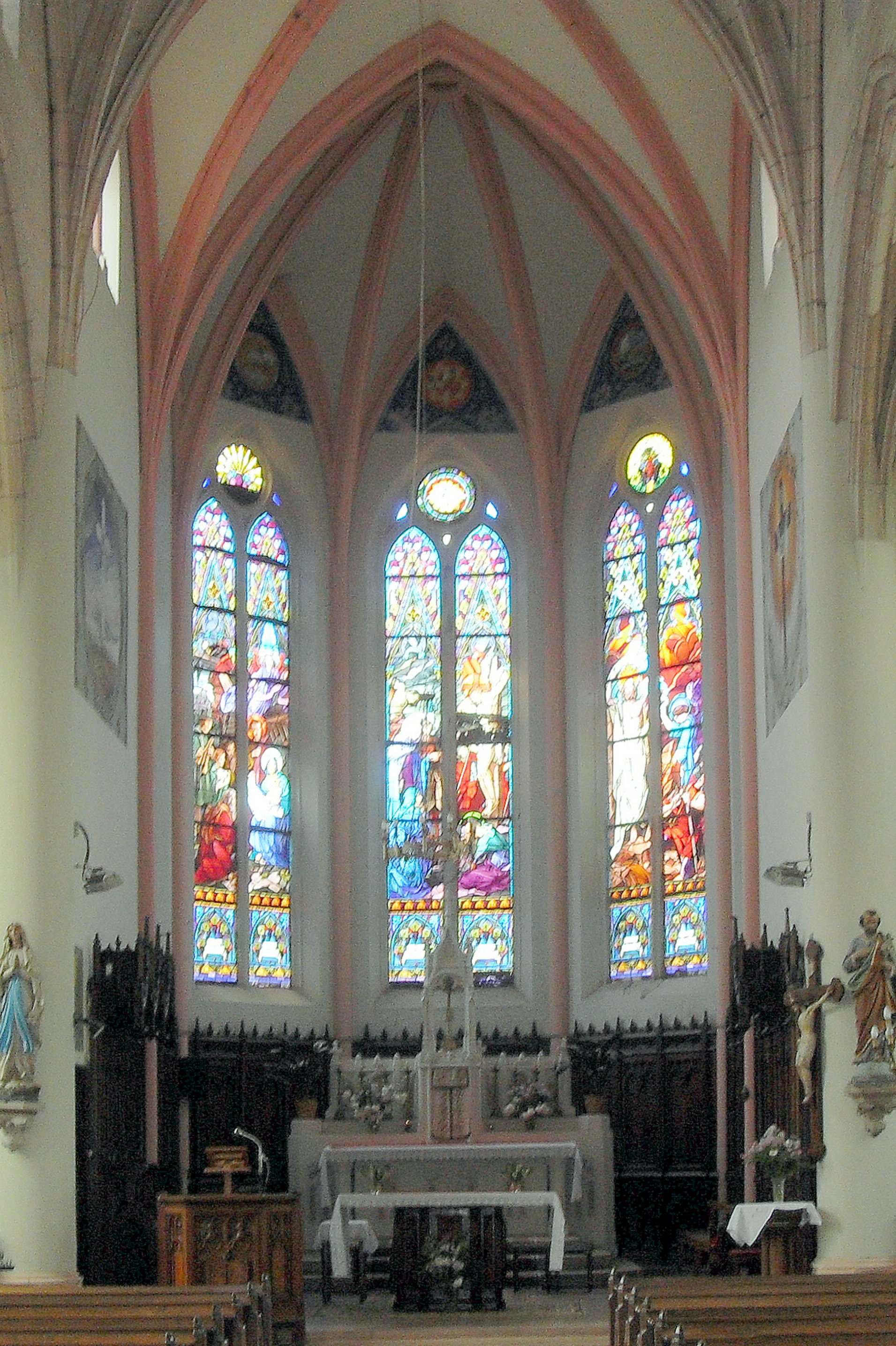
Innenansicht der Kirche
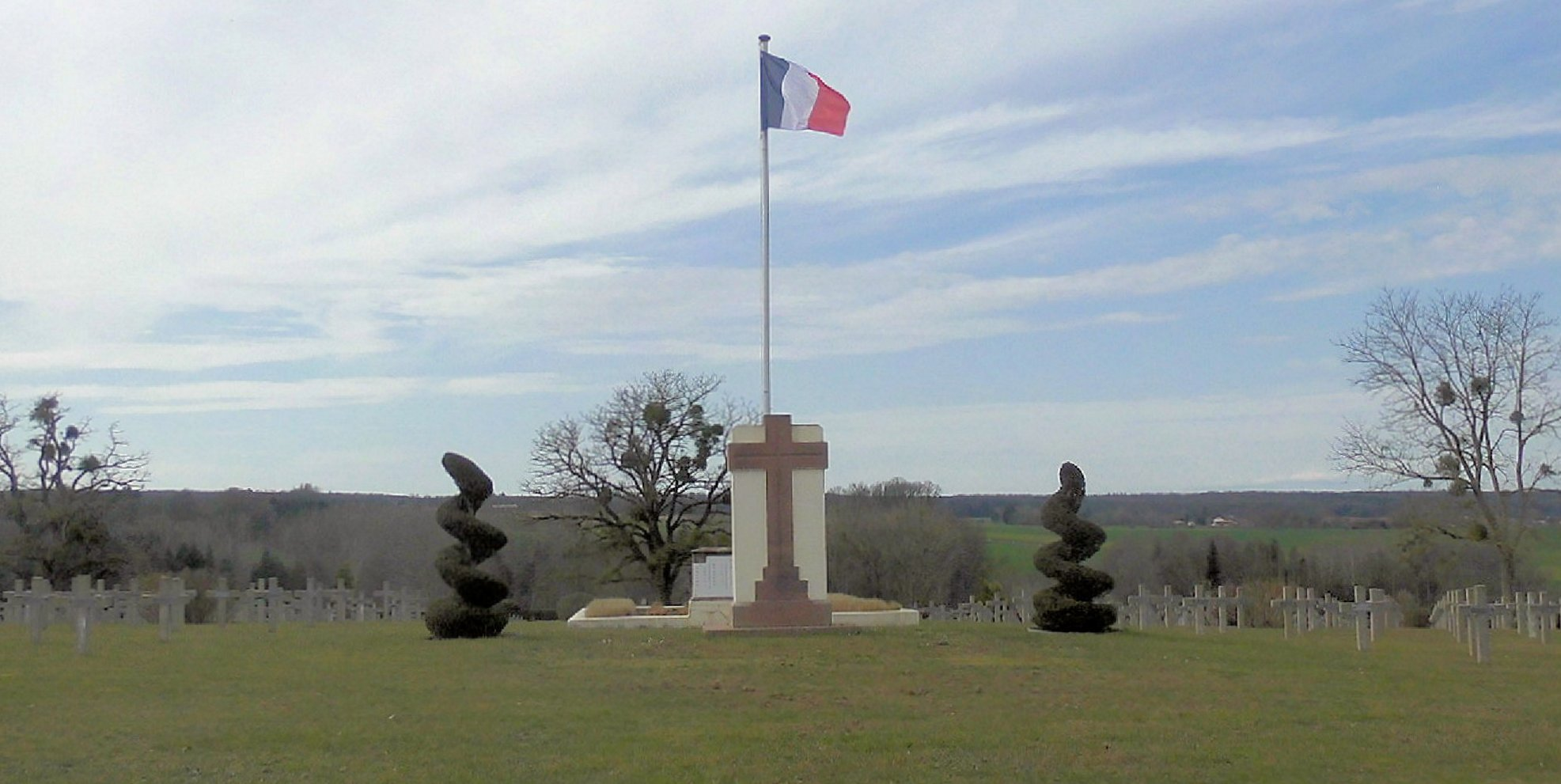
Französischer Soldatenfriedhof
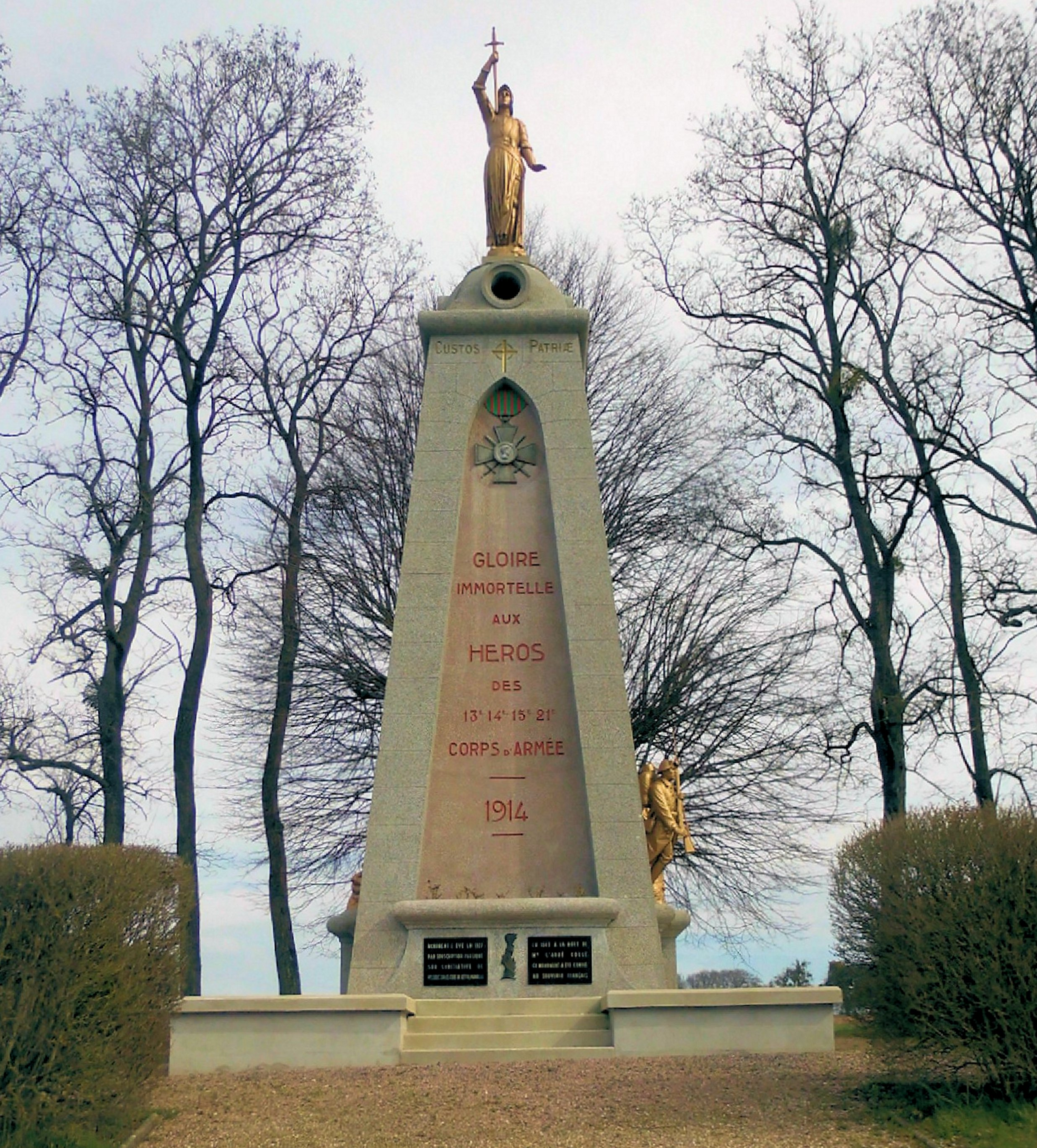
Gedenkstele am französischen Soldatenfriedhof

## Persönlichkeiten
- Gaston Litaize (1909–1991), französischer Organist